# Boknesstrand
Boknesstrand of Boknes is een kleine badplaats in de provincie Oost-Kaap van Zuid-Afrika. Het ligt dicht bij Cannon Rocks, Kenton-on-Sea, Alexandrië, Bushman's River Mouth en Port Alfred. Het maakt deel uit van de lokale gemeente Ndlambe in het district Sarah Baartman. De plaats ligt aan de Indische Oceaan.
het dorp ligt 19 kilometer ten zuidoosten van Alexandrië, aan de monding van de rivier de Boknes, waaraan het zijn naam ontleent. Vroeger werd de plaats Jammerfontein genoemd. De naam Boknes is afgeleid van Khoikhoi en betekent ‘vadersrivier’. De vormen Bocna, Bokana etc. komen ook voor.